# Linum mucronatum
Linum mucronatum là một loài thực vật có hoa trong họ Linaceae. Loài này được Bertol. mô tả khoa học đầu tiên năm 1842.